# Buried Alive: Live in Maryland
Buried Alive: Live in Maryland är den första och enda skivan av The New Barbarians. Skivan spelades in 1979, men utgavs först 2006.

## Låtlista

### CD 1
1. "Sweet Little Rock N Roller" (Chuck Berry) – 4:20
2. "Buried Alive" (Ron Wood) – 6:27
3. "F.U.C. Her" (Ron Wood) – 4:48
4. "Mystifies Me" (Ron Wood) – 5:37
5. "Infekshun" (Ron Wood) – 4:56
6. "Rock Me Baby" (Bill Broonzy, Arthur Crudup) – 6:04
7. "Sure the One You Need" (Keith Richards, Ron Wood), (ledsång Keith Richards) – 4:49
8. "Lost & Lonely" (Ron Wood) – 4:29
9. "Love in Vain" (Robert Johnson) – 8:38
10. "Breathe on Me" (Ron Wood) – 10:23

### CD 2
1. "Let's Go Steady" (Arthur Alexander),(ledsång Keith Richards) – 3:25
2. "Apartment No. 9" (Johnny Paycheck, Bobby Austin), (ledsång Keith Richards) – 4:13
3. "Honky Tonk Women" (Mick Jagger, Keith Richards) – 5:50
4. "Worried Life Blues" (Major Merryweather), (ledsång Keith Richards) – 4:07
5. "I Can Feel the Fire" (Ron Wood) – 6:44
6. "Come to Realise" (Ron Wood) – 5:11
7. "Am I Grooving You?" (Bert Russell, Jeff Barry) – 9:39
8. "Seven Days" (Bob Dylan) – 6"03
9. "Before They Make Me Run" (Jagger, Richards), (ledsång Keith Richards) – 3:23
10. "Jumpin' Jack Flash" (Jagger, Richards) – 7:38